# 紫灰锥螺
紫灰锥螺（学名：Neohaustator huziokai）是锥螺科Neohaustator屬的一种。

## 分佈
主要分布于台湾，常栖息在浅海沙底。